# Sehlen (Meklemburgia-Pomorze Przednie)
Sehlen – gmina w Niemczech w kraju związkowym Meklemburgia-Pomorze Przednie, w powiecie Vorpommern-Rügen, wchodząca w skład urzędu Bergen auf Rügen.

## Toponimia
Nazwa Sehlen, zapisana w dokumentach średniowiecznych jako Sylno (1300), Silene (1314), ma pochodzenie słowiańskie, od połab. *zeleny „zielony”, prawdopodobnie w znaczeniu zielony kraj. W języku polskim rekonstruowana w formie Zieleń.